# Kwadwo Osseo-Asare
Pour les articles homonymes, voir Osseo et Asare.
Kwadwo Osseo-Asare est un scientifique ghanéen des matériaux qui est professeur émérite de science et d'ingénierie des matériaux à la Pennsylvania State University. Il a reçu la médaille d'or de l'American Institute of Mining, Metallurgical, and Petroleum Engineers (en) en 1997. Il a été élu membre de l'Académie nationale d'ingénierie des États-Unis en 2004 pour ses contributions à la compréhension fondamentale des phénomènes interfaciaux dans la lixiviation et l'extraction par solvant.

## Formation
Osseo-Asare a étudié à l'Achimota School au Ghana. Il a reçu une bourse du programme de bourses d'études africaines pour les universités américaines (ASPAU) pour déménager aux États-Unis pour fréquenter l'université et a rejoint l'université de Californie à Berkeley,. Là, il s'est spécialisé dans la science des matériaux et a terminé ses recherches de maîtrise sur le comportement de mouillage de l'iodure d'argent. Il est resté à l'université de Californie à Berkeley pour ses recherches doctorales, où il a travaillé sur l'hydrométallurgie sous la direction de Douglas Fuerstenau. Immédiatement après avoir obtenu son diplôme, Osseo-Asare a été nommé au personnel technique d'Amax Engineering (en), où il a travaillé sur l'extraction et le raffinage du nickel et du cobalt. 

## Recherche et carrière
En 1976, Osseo-Asare a rejoint la faculté de l'Université d'État de Pennsylvanie. Alors qu'il avait initialement prévu de retourner au Ghana et d'y établir une carrière universitaire, il a été convaincu par Fuerstenau et Frank Aplan de rester dans la recherche universitaire et a été recruté par l'Université d'État de Pennsylvanie. Osseo-Asare travaille sur le traitement aqueux, la synthèse de matériaux et l'auto-assemblage.
En 1997, Osseo-Asare a reçu la médaille d'or James Douglas de l'American Institute of Mining, Metallurgical, and Petroleum Engineers (en) (AIME) "pour ses contributions à la compréhension fondamentale des phénomènes d'interface dans la lixiviation, l'extraction par solvant et la synthèse de particules". Il a été répertorié dans Who's Who. Pour ses recherches sur l'hydrométallurgie, il a reçu le prix d'érudit de la faculté de l'Université d'État de Pennsylvanie en 1999. Osseo-Asare a passé l'année 2000 en tant que professeur invité au programme Martin Luther King Jr. du Massachusetts Institute of Technology . 
Parallèlement à son rôle aux États-Unis, Osseo-Asare est professeur invité à l'Université du Ghana. Dans le cadre de ce rôle, Osseo-Asare se déplace vers et depuis le Ghana. Lors d'une conférence à l'Université d'Ashesi, Osseo-Asare a encouragé les étudiants en ingénierie à "briser les règles. Je vous garantis qu'à chaque fois que vous résolvez un problème issu du contexte africain, vous résolvez un problème qui intéresse le reste du monde. Une fois que vous aurez résolu ce problème local, vous obtiendrez une solution pour le monde entier ». Il a expliqué qu'en Afrique, il est tentant pour les étudiants de supposer que les avancées technologiques viennent toutes de l'étranger. Il a passé 2008 en congé sabbatique au Ghana, où il a conçu et enseigné un cours sur les matériaux du futur. Là, il a incorporé des proverbes africains dans son programme de science des matériaux, tels que "Ogya ne atuduro nna faako - Le feu et la poudre à canon ne dorment pas ensemble". Osseo-Asare a été intronisé à l'Académie brésilienne des sciences en 2016. 

## Publications (sélection)
- (en) Arriagada et Osseo-Asare, « Synthesis of Nanosize Silica in a Nonionic Water-in-Oil Microemulsion: Effects of the Water/Surfactant Molar Ratio and Ammonia Concentration », Journal of Colloid and Interface Science, vol. 211, no 2,‎ 15 mars 1999, p. 210–220 (ISSN 0021-9797, PMID 10049537, DOI 10.1006/jcis.1998.5985, Bibcode 1999JCIS..211..210A, lire en ligne)

- (en) Osseo-Asare et Arriagada, « Preparation of SiO2 nanoparticles in a non-ionic reverse micellar system », Colloids and Surfaces, vol. 50,‎ 1er janvier 1990, p. 321–339 (ISSN 0166-6622, DOI 10.1016/0166-6622(90)80273-7, lire en ligne)

- (en) Arriagada et Osseo-Asare, « Synthesis of Nanosize Silica in Aerosol OT Reverse Microemulsions », Journal of Colloid and Interface Science, vol. 170, no 1,‎ 1er mars 1995, p. 8–17 (ISSN 0021-9797, DOI 10.1006/jcis.1995.1064, Bibcode 1995JCIS..170....8A, lire en ligne)

- Osseo-Asare, K., Aqueous processing of materials : an introduction to unit processes with applications to hydrometallurgy, materials processing, and environmental systems, London, Academic, 2011 (ISBN 978-0-12-529350-1, OCLC 751829480, lire en ligne)

## Vie privée
Osseo-Asare est marié à Fran Osseo-Assare, qu'il a rencontrée alors qu'il était étudiant à l'Université de Californie à Berkeley. 